# HD 175007
HD 175007 är en vit stjärna i huvudserien i Påfågelns stjärnbild..
Stjärnan har fotografisk magnitud +6,48 och befinner sig därmed på gränsen till vad som går att se för blotta ögat vid mycket god seeing.